# Corbicula manilensis
Corbicula manilensis är en musselart som beskrevs av Philippi. Corbicula manilensis ingår i släktet Corbicula och familjen Corbiculidae. Inga underarter finns listade i Catalogue of Life.